# Abū Mūsā al-Aschʿarī
Abū Mūsā ibn Qais al-Aschʿarī (arabisch أبو موسى بن قيس الأشعري, DMG Abū Mūsā al-Ašʿarī geb. um 614, gest. 662 oder 672) war ein Gefährte des Propheten Mohammed und ein wichtiger Militärführer in der frühen Geschichte des Islam.
Abū Mūsā, der aus dem Jemen stammte, wanderte mit mehreren Angehörigen seines Stammes Aschʿar aus Südarabien aus und schloss sich 628 Mohammed an, als dieser gerade die jüdische Oase Chaibar eroberte. 630 nahm er an der Schlacht von Hunain teil. 631/32 wurde er zusammen mit Muādh ibn Dschabal in den Jemen entsandt, um dort als Mohammeds Statthalter zu fungieren. 638 ernannte ihn der Kalif ʿUmar ibn al-Chattāb zum Statthalter von Basra, 642/43 wurde er auf Bitten der Bewohner von Kufa kurzzeitig auch zum Statthalter dieser Stadt. Als Statthalter von Basra organisierte er in den Jahren 638 bis 642 die Eroberung von Chusistan. Die Hauptstadt Sūq al-Ahwāz fiel schon 638 in seine Hände, die zweite Hauptstadt Schuschtar 642. Er war auch bei der Schlacht bei Nehawand anwesend und drang 644 bis nach Fars vor.
Außerdem gilt Abū Mūsā als Begründer der basrischen Korantradition. Seine Koranlesung, die sich eine Zeitlang in Basra durchsetzen konnte, beruhte auf einem eigenen Koran-Kodex, dem sogenannten Lubāb al-Qulūb. Zu den Besonderheiten seiner Koranlesung gehörte, dass er den Namen von Ibrāhīm an allen Stellen des Korans als Ibrāhām aussprach. Als der dritte Kalif Uthman ibn Affan seinen offiziellen Korantext in den Irak sandte, soll er im Gegensatz zu ʿAbdallāh ibn Masʿūd bereit gewesen sein, seinen Korankodex an den offiziellen Text Uthmans anzugleichen.
Abū Mūsā hatte einen Sohn namens Ibrāhīm, der zu den vertrauenswürdigen Autoritäten (ṯiqāt) im Hadith gerechnet wird.

## Belege
1. ↑  Veccia Vaglieri: al-As̲h̲ʿarī. 1960, Bd. I, S. 695a
2. ↑  Veccia Vaglieri: al-As̲h̲ʿarī. 1960, Bd. I, S. 695
3. ↑  Vgl. Hamdan: Studien zur Kanonisierung des Korantextes. 2006, S. 12.
4. ↑  Vgl. Hamdan: Studien zur Kanonisierung des Korantextes. 2006, S. 13.
5. ↑  Vgl. Hamdan: Studien zur Kanonisierung des Korantextes. 2006, S. 200.
6. ↑  Vgl. Ahmad ibn ʿAbdallāh al-ʿIǧlī: Tārīḫ aṯ-ṯiqāt bi-tartīb [...] al-Haiṯamī wa-taḍmīnāt Ibn Ḥaǧar al-ʿAsqalānī. Ed. ʿAbd al-Muʿṭī Qalʿaǧī. Beirut: Dār al-Kutub al-ʿilmīya 1984. S. 55.

| Personendaten    | Personendaten                                                       |
| ---------------- | ------------------------------------------------------------------- |
| NAME             | Abū Mūsā al-Aschʿarī                                                |
| ALTERNATIVNAMEN  | Abu Musa Abdullah ibn Qais al-Aschʿari; أبو موسى الأشعري (arabisch) |
| KURZBESCHREIBUNG | Gefährte (Sahaba) des Propheten Muhammad                            |
| GEBURTSDATUM     | 6. Jahrhundert oder 7. Jahrhundert                                  |
| STERBEDATUM      | 662 oder 672                                                        |